# Елен Шпрунгер
Елен Шпрунгер  (Лозана, 5. август 1986) је швајцарска атлетичарка, чија су специјалност вишебоји (седмобој, петобој), и трка на 100 метара.
Атлетиком се почела бавити у узрасту од 10 година. У почетку је ишла са дисциплине на дисциплину, што је оријентисало на најзахтевнију седмобој.
Резултатом од 6.124 бодова у седмобоју 2012. Елен Шпрунгер је постигла други најбољи резултат Швајцарске свих времена у тој дисциплини, а и у спринту, налази се у врху швајцарске елите. Проглашена је швајцарском спортисткињом 2012. године. 
Године 2004. на Светском првенству за јуниоре освојила је 12. место. За Летње олимпијске игре 2012. у Лондону пласирала се у две дисциплине штафети 4 х 100 м и седмобоју где се пласирала на 19. место. На Светском првенству 2013. у Москви у седмобоју је била 13.
Елен има млађу сестру Леу, која је такође атлетичарка и заједно су биле чланице швајцарске штафете 4 х 100 м на Олимпијским играма у Лондону и Светском првенству у Москви 2013.

## Лични рекорди
100 м: 11,52 (2013)
200 м: 23,39 (2013)
800 м: 2:13,29 (2009)
100 м препоне: 13,35 (2012)
Скок увис: 1,72 (2012)
Скок удаљ: 6,08 (2013)
Бацање кугле: 12,91 (2012)
Бацање копља: 46,83 (2012)
Седмобој: 6.124 (2012)